# 勝島出入口

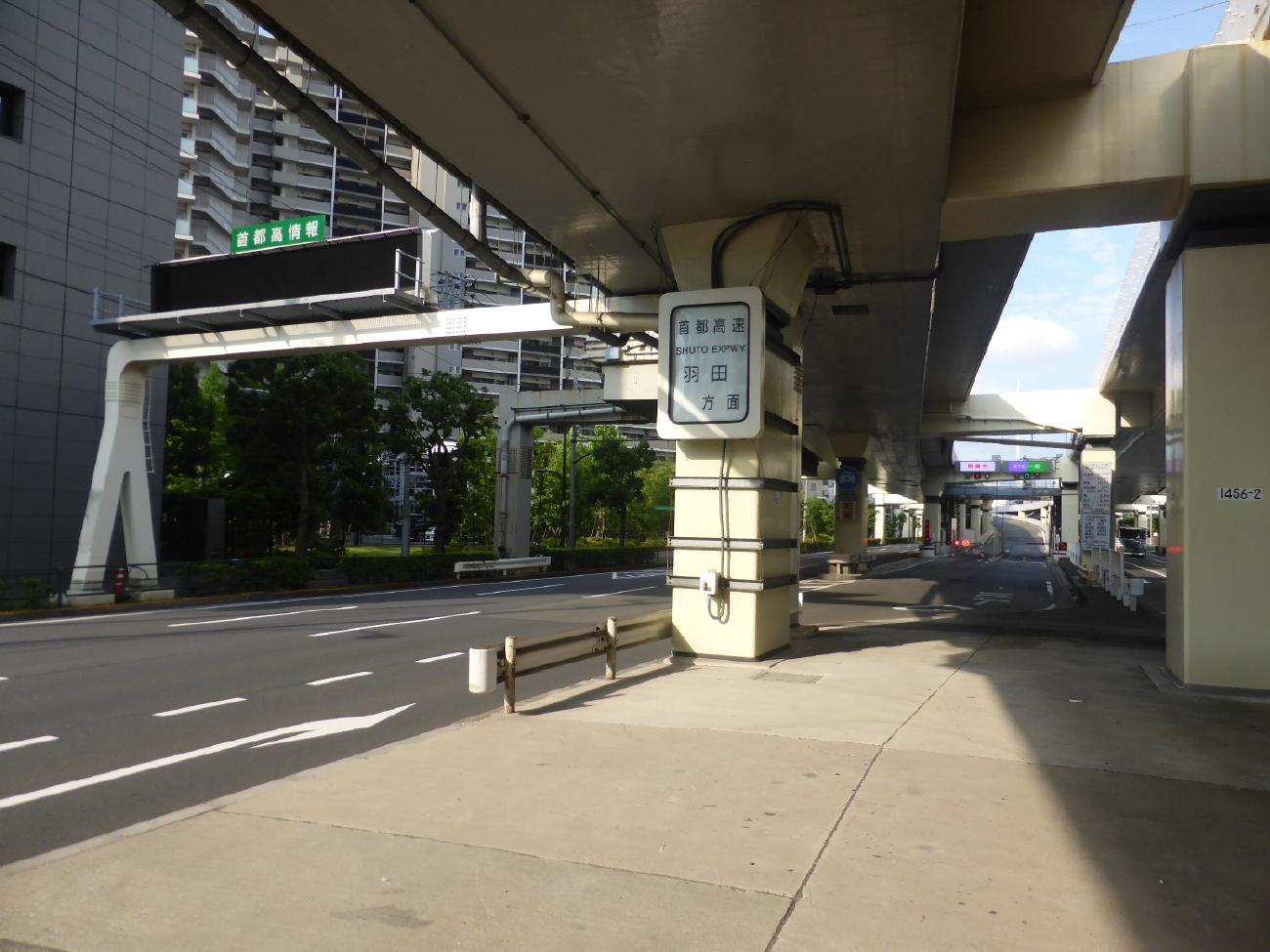
勝島下り入口

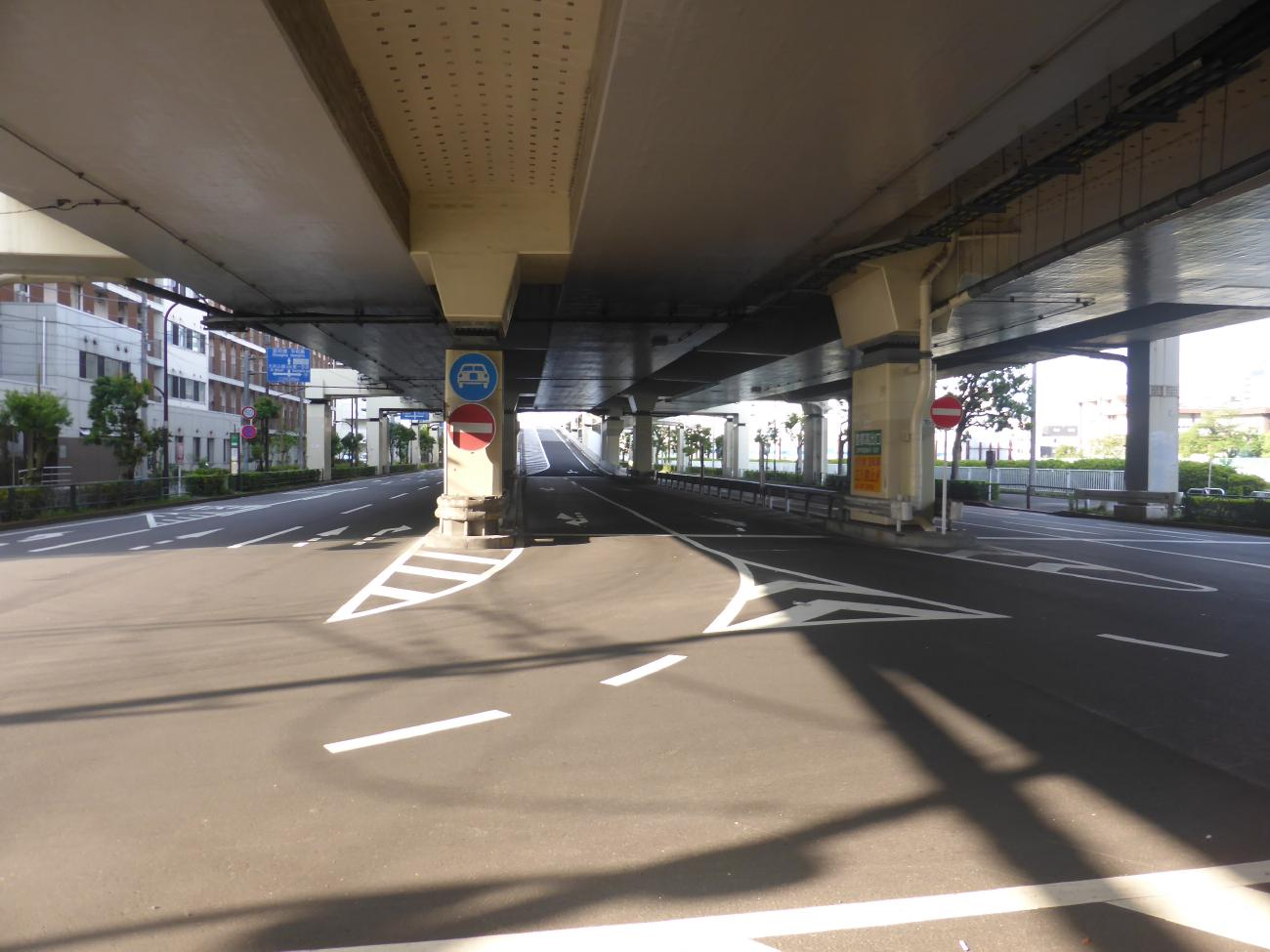
勝島上り出口

勝島出入口（かつしまでいりぐち）は、東京都品川区勝島にある首都高速1号羽田線の出入口である。羽田方面の出入口のみ設置されているハーフインターチェンジである。

## 料金所

### 入口
- ブース数 ： 2
  - ETC/一般 ： 1
  - 一般 ： 1

## 接続する道路
直接接続
- 東京都道316号日本橋芝浦大森線〈海岸通り〉

間接接続
- 国道15号〈第一京浜〉

## 周辺
- 立会川駅
- 大井競馬場
- 大井競馬場前駅
- 京浜運河

## 隣
首都高速1号羽田線
(102)芝浦出入口 - 大井JCT - (104)勝島出入口 - (103)鈴ヶ森出入口